# Olympische Sommerspiele 2016/Teilnehmer (Brasilien)
| Gelbes Symbol für Goldmedaillen mit stilisierten Olympischen Ringen | Graues Symbol für Silbermedaillen mit stilisierten Olympischen Ringen | Braundes Symbol für Bronzemedaillen mit stilisierten Olympischen Ringen |
| ------------------------------------------------------------------- | --------------------------------------------------------------------- | ----------------------------------------------------------------------- |
| 7                                                                   | 6                                                                     | 6                                                                       |

Brasilien nahm als Gastgeber an den Olympischen Spielen 2016 in Rio de Janeiro teil.
Das Comitê Olímpico Brasileiro nominierte 465 Athleten in 32 Sportarten. Flaggenträgerin bei der Eröffnungsfeier war die Moderne Fünfkämpferin Yane Marques.

## Teilnehmer nach Sportarten

### Badminton
| Athleten         | Wettbewerb | Gruppenphase                | Gruppenphase                               | Gruppenphase | Gruppenphase | Achtelfinale  | Achtelfinale  | Viertelfinale | Viertelfinale | Halbfinale    | Halbfinale    | Finale        | Finale        | Rang          |
| Athleten         | Wettbewerb | Gegner                      | Ergebnis                                   | Punkte       | Rang         | Gegner        | Ergebnis      | Gegner        | Ergebnis      | Gegner        | Ergebnis      | Gegner        | Ergebnis      | Rang          |
| ---------------- | ---------- | --------------------------- | ------------------------------------------ | ------------ | ------------ | ------------- | ------------- | ------------- | ------------- | ------------- | ------------- | ------------- | ------------- | ------------- |
| Frauen           |            |                             |                                            |              |              |               |               |               |               |               |               |               |               |               |
| Lohaynny Vicente | Einzel     | Saina Nehwal Marija Ulitina | 0:2 (17:21, 17:21) 0:2 (13:21, 13:21)      | 60:84        | 3            | ausgeschieden | ausgeschieden | ausgeschieden | ausgeschieden | ausgeschieden | ausgeschieden | ausgeschieden | ausgeschieden | ausgeschieden |
| Männer           |            |                             |                                            |              |              |               |               |               |               |               |               |               |               |               |
| Ygor Coelho      | Einzel     | Marc Zwiebler Scott Evans   | 0:2 (12:21, 12:21) 1:2 (8:21, 21:19, 8:21) | 61:103       | 3            | ausgeschieden | ausgeschieden | ausgeschieden | ausgeschieden | ausgeschieden | ausgeschieden | ausgeschieden | ausgeschieden | ausgeschieden |

### Basketball
| Wettbewerb    | Frauen | Männer |
| ------------- | --- | --- |
| Athleten      | Damiris Dantas do Amaral Nádia Gomes Colhado Isabela Lyra Macedo Palmira Marçal Iziane Castro Marques Tatiane Pacheco Nascimento Tainá Mayara da Paixão Adriana Moisés Pinto Joice de Souza Rodrigues Clarissa Cristina dos Santos Kelly Santos Érika de Souza | Leandro Barbosa Vitor Benite Alex Garcia Guilherme Giovannoni Rafael Hettsheimeir Nenê Marcelo Huertas Augusto Lima Rafael Luz Raul Neto Marquinhos Souza Anderson Varejão |
| Trainer       | Antonio Carlos Barbosa | Rubén Magnano () |
| Gruppenphase  | Australien (66:84) Japan (66:82) Belarus (63:65) Frankreich (64:74) Türkei (76:79 n. V.) | Litauen (76:82) Spanien (66:65) Kroatien (76:80) Argentinien (107:111 n. V.) Nigeria (86:69)                                                                               |
| Viertelfinale | ausgeschieden | ausgeschieden |
| Halbfinale    | ausgeschieden | ausgeschieden |
| Finale        | ausgeschieden | ausgeschieden |
| Platzierung   | 11. Platz | 9. Platz |

### Beachvolleyball
| Athleten                                        | Gruppenphase                                               | Gruppenphase | Gruppenphase | Gruppenphase | Achtelfinale     | Achtelfinale | Viertelfinale       | Viertelfinale | Halbfinale           | Halbfinale    | Finale               | Finale        | Rang          |
| Athleten                                        | Gegner                                                     | Ergebnis     | Punkte       | Rang         | Gegner           | Ergebnis     | Gegner              | Ergebnis      | Gegner               | Ergebnis      | Gegner               | Ergebnis      | Rang          |
| ----------------------------------------------- | ---------------------------------------------------------- | ------------ | ------------ | ------------ | ---------------- | ------------ | ------------------- | ------------- | -------------------- | ------------- | -------------------- | ------------- | ------------- |
| Frauen                                          |                                                            |              |              |              |                  |              |                     |               |                      |               |                      |               |               |
| Talita Antunes da Rocha Larissa França          | Kołosińska / Brzostek Ukolowa / Birlowa Fendrick / Sweat   | 2:0          | 6            | 1            | Borger / Büthe   | 2:0          | Heidrich / Zumkehr  | 2:1           | Ludwig / Walkenhorst | 0:2           | Walsh / Ross         | 1:2           | 4             |
| Ágatha Bednarczuk Bárbara Seixas                | Liliana / Baquerizo Hermannová / Sluková Gallay / Klug     | 0:2 2:1 2:0  | 5            | 2            | Wang / Yue       | 2:0          | Ukolowa / Birlowa   | 2:0           | Walsh / Ross         | 2:0           | Ludwig / Walkenhorst | 0:2           | Silber        |
| Männer                                          |                                                            |              |              |              |                  |              |                     |               |                      |               |                      |               |               |
| Alison Cerutti Bruno Oscar Schmidt              | Carambula / Ranghieri Doppler / Horst Binstock / Schachter | 2:0 1:2 2:0  | 5            | 1            | Herrera / Gavira | 2:0          | Lucena / Dalhausser | 2:1           | Brouwer / Meeuwsen   | 2:1           | Nicolai / Lupo       | 2:0           | Gold          |
| Pedro Solberg Evandro Gonçalves Oliveira Júnior | Díaz / González Schalk / Saxton Samoilovs / Šmēdiņš        | 1:2 2:1      | 4            | 2            | Ljamin / Barsuk  | 1:2          | ausgeschieden       | ausgeschieden | ausgeschieden        | ausgeschieden | ausgeschieden        | ausgeschieden | ausgeschieden |

### Bogenschießen
| Athleten                                           | Wettbewerb | Qualifikation | Qualifikation | 1. Runde       | 1. Runde      | 2. Runde      | 2. Runde      | Achtelfinale  | Achtelfinale  | Viertelfinale | Viertelfinale | Halbfinale    | Halbfinale    | Finale        | Finale        | Rang |
| Athleten                                           | Wettbewerb | Ringe         | Rang          | Gegner         | Ergebnis      | Gegner        | Ergebnis      | Gegner        | Ergebnis      | Gegner        | Ergebnis      | Gegner        | Ergebnis      | Gegner        | Ergebnis      | Rang |
| -------------------------------------------------- | ---------- | ------------- | ------------- | -------------- | ------------- | ------------- | ------------- | ------------- | ------------- | ------------- | ------------- | ------------- | ------------- | ------------- | ------------- | ---- |
| Frauen                                             |            |               |               |                |               |               |               |               |               |               |               |               |               |               |               |      |
| Ane Marcelle dos Santos                            | Einzel     | 637           | 26            | Saori Nagamine | 7-3 (127:116) | Alice Ingley  | 6-0 (77:71)   | Naomi Folkard | 2-6 (97:104)  | ausgeschieden | ausgeschieden | ausgeschieden | ausgeschieden | ausgeschieden | ausgeschieden | 9    |
| Marina Canetta                                     | Einzel     | 599           | 54            | Qi Yuhong      | 1-7 (103:113) | ausgeschieden | ausgeschieden | ausgeschieden | ausgeschieden | ausgeschieden | ausgeschieden | ausgeschieden | ausgeschieden | ausgeschieden | ausgeschieden | 33   |
| Sarah Nikitin                                      | Einzel     | 609           | 50            | Kang Un-ju     | 0-6 (69:78)   | ausgeschieden | ausgeschieden | ausgeschieden | ausgeschieden | ausgeschieden | ausgeschieden | ausgeschieden | ausgeschieden | ausgeschieden | ausgeschieden | 33   |
| Ane Marcelle dos Santos Marina Gobbi Sarah Nikitin | Mannschaft | 1845          | 11            | –              | –             | –             | –             | Italien       | 0-6 (148:162) | ausgeschieden | ausgeschieden | ausgeschieden | ausgeschieden | ausgeschieden | ausgeschieden | 9    |
| Männer                                             |            |               |               |                |               |               |               |               |               |               |               |               |               |               |               |      |
| Marcus D’Almeida                                   | Einzel     | 658           | 34            | Jake Kaminski  | 2-6 (105:112) | ausgeschieden | ausgeschieden | ausgeschieden | ausgeschieden | ausgeschieden | ausgeschieden | ausgeschieden | ausgeschieden | ausgeschieden | ausgeschieden | 33   |
| Bernardo Oliveira                                  | Einzel     | 651           | 45            | Alec Potts     | 6-4 (132:132) | Ricardo Soto  | 1-7 (102:107) | ausgeschieden | ausgeschieden | ausgeschieden | ausgeschieden | ausgeschieden | ausgeschieden | ausgeschieden | ausgeschieden | 17   |
| Daniel Rezende Xavier                              | Einzel     | 639           | 53            | Lee Seung-yun  | 2-6 (103:113) | ausgeschieden | ausgeschieden | ausgeschieden | ausgeschieden | ausgeschieden | ausgeschieden | ausgeschieden | ausgeschieden | ausgeschieden | ausgeschieden | 33   |
| Marcus D’Almeida Bernardo Oliveira Daniel Xavier   | Mannschaft | 1948          | 11            | China          | 2-6 (213:222) | –             | –             | –             | –             | ausgeschieden | ausgeschieden | ausgeschieden | ausgeschieden | ausgeschieden | ausgeschieden | 9    |

### Boxen
| Athleten            | Wettbewerb                   | 1. Runde             | 1. Runde | Achtelfinale          | Achtelfinale  | Viertelfinale       | Viertelfinale | Halbfinale     | Halbfinale    | Finale         | Finale        | Rang          |
| Athleten            | Wettbewerb                   | Gegner               | Ergebnis | Gegner                | Ergebnis      | Gegner              | Ergebnis      | Gegner         | Ergebnis      | Gegner         | Ergebnis      | Rang          |
| ------------------- | ---------------------------- | -------------------- | -------- | --------------------- | ------------- | ------------------- | ------------- | -------------- | ------------- | -------------- | ------------- | ------------- |
| Frauen              |                              |                      |          |                       |               |                     |               |                |               |                |               |               |
| Adriana Araújo      | Leichtgewicht bis 60 kg      | –                    | –        | Mira Potkonen         | 1:2           | ausgeschieden       | ausgeschieden | ausgeschieden  | ausgeschieden | ausgeschieden  | ausgeschieden | ausgeschieden |
| Andreia Bandeira    | Mittelgewicht bis 75 kg      | –                    | –        | Atheyna Bylon         | 2:1           | Li Qian             | 0:3           | ausgeschieden  | ausgeschieden | ausgeschieden  | ausgeschieden | ausgeschieden |
| Männer              |                              |                      |          |                       |               |                     |               |                |               |                |               |               |
| Patrick Lourenço    | Halbfliegengewicht bis 49 kg | Yuberjen Martínez    | 0:3      | ausgeschieden         | ausgeschieden | ausgeschieden       | ausgeschieden | ausgeschieden  | ausgeschieden | ausgeschieden  | ausgeschieden | ausgeschieden |
| Julião Henriques    | Fliegengewicht bis 52 kg     | Antonio Vargas       | 0:2      | ausgeschieden         | ausgeschieden | ausgeschieden       | ausgeschieden | ausgeschieden  | ausgeschieden | ausgeschieden  | ausgeschieden | ausgeschieden |
| Robenílson de Jesus | Bantamgewicht bis 56 kg      | Fahem Hammachi       | 2:1      | Shakur Stevenson      | 0:3           | ausgeschieden       | ausgeschieden | ausgeschieden  | ausgeschieden | ausgeschieden  | ausgeschieden | ausgeschieden |
| Robson Conceição    | Leichtgewicht bis 60 kg      | Freilos              | Freilos  | Anwar Junussow        | TKO           | Xurshid Tojiboyev   | 3:0           | Lázaro Álvarez | 3:0           | Sofiane Oumiha | 3:0           | Gold          |
| Joedison Teixeira   | Weltergewicht bis 69 kg      | Abdelkader Chadi     | 2:1      | Batuhan Gözgeç        | 0:3           | ausgeschieden       | ausgeschieden | ausgeschieden  | ausgeschieden | ausgeschieden  | ausgeschieden | ausgeschieden |
| Michel Borges       | Halbschwergewicht bis 81 kg  | Hassan N’Dam N’Jikam | 3:0      | Hrvoje Sep            | 3:0           | Julio César La Cruz | 0:3           | ausgeschieden  | ausgeschieden | ausgeschieden  | ausgeschieden | ausgeschieden |
| Juan Nogueira       | Schwergewicht bis 91 kg      | Jason Whateley       | 3:0      | Jewgeni Tischtschenko | 0:3           | ausgeschieden       | ausgeschieden | ausgeschieden  | ausgeschieden | ausgeschieden  | ausgeschieden | ausgeschieden |

### Fechten
| Athleten                                             | Wettbewerb         | 1. Runde                  | 1. Runde | 2. Runde         | 2. Runde      | Achtelfinale              | Achtelfinale  | Viertelfinale   | Viertelfinale | Halbfinale / Klassifikation | Halbfinale / Klassifikation | Finale / Platzierung | Finale / Platzierung | Rang          |
| Athleten                                             | Wettbewerb         | Gegner                    | Ergebnis | Gegner           | Ergebnis      | Gegner                    | Ergebnis      | Gegner          | Ergebnis      | Gegner                      | Ergebnis                    | Gegner               | Ergebnis             | Rang          |
| ---------------------------------------------------- | ------------------ | ------------------------- | -------- | ---------------- | ------------- | ------------------------- | ------------- | --------------- | ------------- | --------------------------- | --------------------------- | -------------------- | -------------------- | ------------- |
| Frauen                                               |                    |                           |          |                  |               |                           |               |                 |               |                             |                             |                      |                      |               |
| Rayssa Costa                                         | Degen Einzel       | Tiffany Géroudet          | 15:13    | Sarra Besbes     | 8:15          | ausgeschieden             | ausgeschieden | ausgeschieden   | ausgeschieden | ausgeschieden               | ausgeschieden               | ausgeschieden        | ausgeschieden        | ausgeschieden |
| Nathalie Moellhausen                                 | Degen Einzel       | Freilos                   | Freilos  | Kelley Hurley    | 15:12         | Marie-Florence Candassamy | 15:12         | Lauren Rembi    | 12:15         | ausgeschieden               | ausgeschieden               | ausgeschieden        | ausgeschieden        | 5             |
| Amanda Simeão                                        | Degen Einzel       | Marie-Florence Candassamy | 6:15     | ausgeschieden    | ausgeschieden | ausgeschieden             | ausgeschieden | ausgeschieden   | ausgeschieden | ausgeschieden               | ausgeschieden               | ausgeschieden        | ausgeschieden        | ausgeschieden |
| Rayssa Costa Nathalie Moellhausen Amanda Simeão      | Degen Mannschaft   | –                         | –        | –                | –             | Ukraine                   | 32:45         | ausgeschieden   | ausgeschieden | ausgeschieden               | ausgeschieden               | ausgeschieden        | ausgeschieden        | 9             |
| Ana Beatriz Bulcão                                   | Florett Einzel     | Mălina Călugăreanu        | 15:12    | Inna Deriglasowa | 6:15          | ausgeschieden             | ausgeschieden | ausgeschieden   | ausgeschieden | ausgeschieden               | ausgeschieden               | ausgeschieden        | ausgeschieden        | ausgeschieden |
| Taís Rochel                                          | Florett Einzel     | Lubna Al-Omair            | 15:0     | Aida Schanajewa  | 13:15         | ausgeschieden             | ausgeschieden | ausgeschieden   | ausgeschieden | ausgeschieden               | ausgeschieden               | ausgeschieden        | ausgeschieden        | ausgeschieden |
| Marta Baeza                                          | Säbel Einzel       | Bogna Jóźwiak             | 2:4      | ausgeschieden    | ausgeschieden | ausgeschieden             | ausgeschieden | ausgeschieden   | ausgeschieden | ausgeschieden               | ausgeschieden               | ausgeschieden        | ausgeschieden        | ausgeschieden |
| Männer                                               |                    |                           |          |                  |               |                           |               |                 |               |                             |                             |                      |                      |               |
| Nicolas Ferreira                                     | Degen Einzel       | Franciscu Limardu         | 9:15     | ausgeschieden    | ausgeschieden | ausgeschieden             | ausgeschieden | ausgeschieden   | ausgeschieden | ausgeschieden               | ausgeschieden               | ausgeschieden        | ausgeschieden        | ausgeschieden |
| Guilherme Melaragno                                  | Degen Einzel       | Jiao Yunlong              | 13:15    | ausgeschieden    | ausgeschieden | ausgeschieden             | ausgeschieden | ausgeschieden   | ausgeschieden | ausgeschieden               | ausgeschieden               | ausgeschieden        | ausgeschieden        | ausgeschieden |
| Athos Schwantes                                      | Degen Einzel       | Jiří Beran                | 8:6      | Gauthier Grumier | 7:15          | ausgeschieden             | ausgeschieden | ausgeschieden   | ausgeschieden | ausgeschieden               | ausgeschieden               | ausgeschieden        | ausgeschieden        | ausgeschieden |
| Nicolas Ferreira Guilherme Melaragno Athos Schwantes | Degen Mannschaft   | –                         | –        | –                | –             | Venezuela                 | 22:45         | ausgeschieden   | ausgeschieden | ausgeschieden               | ausgeschieden               | ausgeschieden        | ausgeschieden        | 9             |
| Henrique Marques                                     | Florett Einzel     | Mohamed Essam             | 8:15     | ausgeschieden    | ausgeschieden | ausgeschieden             | ausgeschieden | ausgeschieden   | ausgeschieden | ausgeschieden               | ausgeschieden               | ausgeschieden        | ausgeschieden        | ausgeschieden |
| Ghislain Perrier                                     | Florett Einzel     | Freilos                   | Freilos  | Ma Jianfei       | 14:15         | ausgeschieden             | ausgeschieden | ausgeschieden   | ausgeschieden | ausgeschieden               | ausgeschieden               | ausgeschieden        | ausgeschieden        | ausgeschieden |
| Guilherme Toldo                                      | Florett Einzel     | René Pranz                | 15-14    | Yūki Ōta         | 15-13         | Cheung Ka Long            | 15:10         | Daniele Garozzo | 8:15          | ausgeschieden               | ausgeschieden               | ausgeschieden        | ausgeschieden        | 5             |
| Henrique Marques Ghislain Perrier Guilherme Toldo    | Florett Mannschaft | –                         | –        | –                | –             | –                         | –             | Italien         | 27:45         | China                       | 41:43                       | Ägypten              | 39:45                | 8             |
| Renzo Agresta                                        | Säbel Einzel       | Sandro Basadse            | 3:15     | –                | –             | ausgeschieden             | ausgeschieden | ausgeschieden   | ausgeschieden | ausgeschieden               | ausgeschieden               | ausgeschieden        | ausgeschieden        | ausgeschieden |

### Fußball

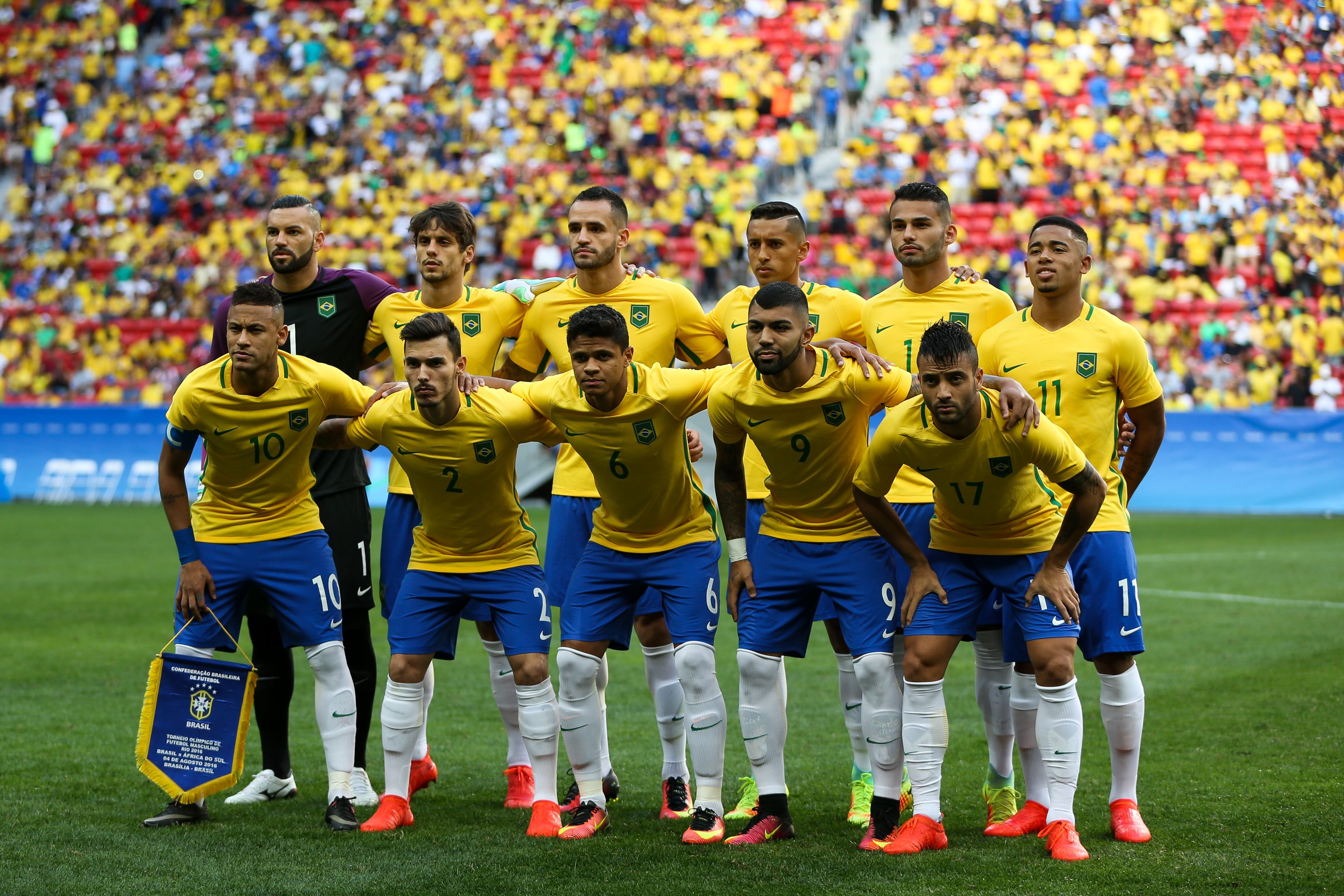
Die brasilianische Männermannschaft vor ihrem Auftaktspiel gegen Südafrika

| Wettbewerb    | Frauen | Männer |
| ------------- | --- | --- |
| Athleten      | 01 Bárbara 02 Fabiana 03 Mônica 04 Rafaelle Souza 05 Thaisa 06 Tamires 07 Debinha 08 Formiga 09 Andressa Alves 10 Marta 11 Cristiane 12 Poliana 13 Érika 14 Bruna Benites 15 Raquel Fernandes 16 Beatriz 17 Andressa 18 Aline | 01 Wéverton 02 Zeca 03 Rodrigo Caio 04 Marquinhos 05 Renato Augusto 06 Douglas Santos 07 Luan Vieira 08 Rafael Alcantara 09 Gabriel Barbosa 10 Neymar 11 Gabriel Jesus 12 Walace 13 William 14 Luan Garcia 15 Rodrigo Dourado 16 Thiago Maia 17 Felipe Anderson 18 Uilson |
| Trainer       | Vadão | Rogério Micale |
| Gruppenphase  | China 3:0 (1:0) Schweden 5:1 (3:0) Südafrika 0:0 | Südafrika 0:0 Irak 0:0 Dänemark 4:0 (2:0) |
| Viertelfinale | Australien 7:6 i. E. (0:0, 0:0) | Kolumbien 2:0 (1:0) |
| Halbfinale    | Schweden 3:4 i. E. (0:0, 0:0) | Honduras 6:0 (4:0) |
| Finale        | Kleines Finale: Kanada 1:2 (0:1) | Deutschland 1:1 (1:0) n. V., 5:4 i. E. |
| Platzierung   | 4. Platz | Gold |

### Gewichtheben
| Athleten           | Wettbewerb         | Reißen        | Reißen        | Stoßen        | Stoßen        | Zweikampf     | Zweikampf     | Rang          |
| Athleten           | Wettbewerb         | Gewicht       | Rang          | Gewicht       | Rang          | Gewicht       | Rang          | Rang          |
| ------------------ | ------------------ | ------------- | ------------- | ------------- | ------------- | ------------- | ------------- | ------------- |
| Frauen             |                    |               |               |               |               |               |               |               |
| Rosane Santos      | Klasse bis 53 kg   | 90 kg         | 5             | 103 kg        | 7             | 193 kg        | 5             | 5             |
| Jaqueline Ferreira | Klasse bis 75 kg   | nicht beendet | nicht beendet | ausgeschieden | ausgeschieden | ausgeschieden | ausgeschieden | ausgeschieden |
| Männer             |                    |               |               |               |               |               |               |               |
| Welisson Silva     | Klasse bis 85 kg   | 145 kg        | 18            | 180 kg        | 17            | 325 kg        | 17            | 17            |
| Mateus Gregório    | Klasse bis 105 kg  | 170 kg        | 13            | nicht beendet | nicht beendet | ausgeschieden | ausgeschieden | ausgeschieden |
| Fernando Reis      | Klasse über 105 kg | 195 kg        | 5             | 240 kg        | 6             | 435 kg        | 5             | 5             |

### Golf
| Athleten          | Runde 1 | Runde 2 | Runde 3 | Runde 4 | Gesamt | Par | Rang |
| ----------------- | ------- | ------- | ------- | ------- | ------ | --- | ---- |
| Frauen            |         |         |         |         |        |     |      |
| Victoria Lovelady | 79      | 75      | 76      | 70      | 300    | +16 | T53  |
| Miriam Nagl       | 79      | 77      | 72      | 70      | 298    | +14 | 52   |
| Männer            |         |         |         |         |        |     |      |
| Adilson da Silva  | 72      | 71      | 73      | 69      | 285    | +1  | T39  |

### Handball
| Wettbewerb    | Frauen | Männer |
| ------------- | --- | --- |
| Athleten      | Bárbara Arenhart Mayssa Pessoa Deonise Cavaleiro Eduarda Amorim Mayara Moura Ana Paula Rodrigues Belo Francielle da Rocha Alexandra do Nascimento Fernanda da Silva Jéssica Quintino Samira Rocha Daniela Piedade Fabiana Diniz Tamires Morena Araújo | César Almeida Maik Santos Haniel Langaro José Guilherme de Toledo Leonardo Santos Oswaldo Guimarães Thiagus dos Santos Diogo Hubner Henrique Teixeira João Pedro Francisco da Silva André Martins Soares Fábio Chiuffa Lucas Cândido Alexandro Pozzer |
| Trainer       | Morten Soubak () | Jordi Ribera () |
| Gruppenphase  | Norwegen 31:28 (17:16) Rumänien 26:13 (14:9) Spanien 24:29 (12:15) Angola 28:24 (13:13) Montenegro 29:23 (12:10) | Polen 34:32 (16:13) Slowenien 28:31 (13:16) Deutschland 33:30 (17:16) Ägypten 27:27 (13:15) Schweden 19:30 (10:16) |
| Viertelfinale | Niederlande 23:32 (11:12) | Frankreich 27:34 (16:16) |
| Halbfinale    | ausgeschieden | ausgeschieden |
| Finale        | ausgeschieden | ausgeschieden |
| Platzierung   | 5. Platz | 7. Platz |

### Hockey
| Wettbewerb    | Männer |
| ------------- | --- |
| Athleten      | Thiago Bomfim Bruno Mendonça Joaquín Lopez Adam Imer André Patrocínio Yuri van der Heijden Stephane Vehrle-Smith Matheus Borges Lucas Paixão Bruno Paes Ernst Rost-Onnes Patrick van der Heijden Rodrigo Steimbach Christopher McPherson Paulo Batista Junior Rodrigo Faustino |
| Trainer       | Sidney Rocha |
| Gruppenphase  | Spanien 0:7 (0:1) Belgien 0:12 (0:5) Großbritannien 1:9 (1:3) Neuseeland 0:9 (0:5) Australien 0:9 (0:6) |
| Viertelfinale | ausgeschieden |
| Halbfinale    | ausgeschieden |
| Finale        | ausgeschieden |
| Platzierung   | 12. Platz |

### Judo
| Athleten                 | Wettbewerb  | 1. Runde        | 1. Runde    | 2. Runde      | 2. Runde         | Viertelfinale     | Viertelfinale    | Halbfinale / Trostrunde | Halbfinale / Trostrunde | Finale / Platz 3 | Finale / Platz 3 | Rang   |
| Athleten                 | Wettbewerb  | Gegner          | Ergebnis    | Gegner        | Ergebnis         | Gegner            | Ergebnis         | Gegner                  | Ergebnis                | Gegner           | Ergebnis         | Rang   |
| ------------------------ | ----------- | --------------- | ----------- | ------------- | ---------------- | ----------------- | ---------------- | ----------------------- | ----------------------- | ---------------- | ---------------- | ------ |
| Frauen                   |             |                 |             |               |                  |                   |                  |                         |                         |                  |                  |        |
| Sarah Menezes            | bis 48 kg   | Freilos         | Freilos     | C. van Snick  | 100s0:000s0      | D. Mestre Alvarez | 000s1:000s0      | U. Munkhbat             | 000s1:100s1             | ausgeschieden    | ausgeschieden    | 7      |
| Érika Miranda            | bis 52 kg   | Freilos         | Freilos     | H. Ayari      | 100s1:000s1      | Y. Ma             | 000s0:010s1      | A. Chițu                | 100s1:010s0             | M. Nakamura      | 001s1:000s1 (GS) | 5      |
| Rafaela Silva            | bis 57 kg   | M. Roper        | 100s0:00s0  | J.-d. Kim     | 010s3:000s2      | H. Karakas        | 010s3:000s2      | C. Căprioriu            | 010s1:000s1 (GS)        | S. Dorjsuren     | 010s2:000s1      | Gold   |
| Mariana Silva            | bis 63 kg   | S. Szogedi      | 100s0:000s0 | M. Trajdos    | 000s1:000s3      | Y. Gerbi          | 100s0:000s0 (GS) | T. Trstenjak            | 000s0:101s0             | A. van Emden     | 000s0:001s1      | 5      |
| Maria Portela            | bis 70 kg   | A. Niang        | 001s2:000s2 | B. Graf       | 000s2:000s1 (GS) | ausgeschieden     | ausgeschieden    | ausgeschieden           | ausgeschieden           | ausgeschieden    | ausgeschieden    | 9      |
| Mayra Aguiar             | bis 78 kg   | Freilos         | Freilos     | M. Giambelli  | 100s0:000s0      | L. Malzahn        | 000s0:000s1      | A. Tcheuméo             | 000s2:000s1             | Y. Castillo      | 001s0:000s1      | Bronze |
| Maria Suelen Altheman    | über 78 kg  | Freilos         | Freilos     | M.-j. Kim     | 000s0:001s0      | ausgeschieden     | ausgeschieden    | ausgeschieden           | ausgeschieden           | ausgeschieden    | ausgeschieden    | 9      |
| Männer                   |             |                 |             |               |                  |                   |                  |                         |                         |                  |                  |        |
| Felipe Kitadai           | bis 60 kg   | W. Khyar        | 001s2:000s1 | T. Englmaier  | 001s2:000s1      | O. Səfərov        | 000s0:100s0      | D. Oʻrozboyev           | 000s2:100s1             | ausgeschieden    | ausgeschieden    | 7      |
| Charles Chibana          | bis 66 kg   | M. Ebinuma      | 000s0:101s0 | ausgeschieden | ausgeschieden    | ausgeschieden     | ausgeschieden    | ausgeschieden           | ausgeschieden           | ausgeschieden    | ausgeschieden    | 17     |
| Alex William Pombo Silva | bis 73 kg   | Sai Yinjirigala | 000s0:001s0 | ausgeschieden | ausgeschieden    | ausgeschieden     | ausgeschieden    | ausgeschieden           | ausgeschieden           | ausgeschieden    | ausgeschieden    | 17     |
| Victor Penalber          | bis 81 kg   | M. Acacio       | 100s0:000s2 | S. Toma       | 001s0:101s1      | ausgeschieden     | ausgeschieden    | ausgeschieden           | ausgeschieden           | ausgeschieden    | ausgeschieden    | 9      |
| Tiago Camilo             | bis 90 kg   | Z. Piontek      | 101s1:000s1 | M. Mehdiyev   | 001s1:011s3      | ausgeschieden     | ausgeschieden    | ausgeschieden           | ausgeschieden           | ausgeschieden    | ausgeschieden    | 9      |
| Rafael Buzacarini        | bis 100 kg  | P. Aprahamian   | 100s0:000s2 | R. Haga       | 000s1:000s0      | ausgeschieden     | ausgeschieden    | ausgeschieden           | ausgeschieden           | ausgeschieden    | ausgeschieden    | 9      |
| Rafael Silva             | über 100 kg | R. Pileta       | 110s0:000s1 | R. Saidov     | 100s1:000s2      | T. Riner          | 000s3:010s1      | R. Meyer                | 00s1:000s2              | A. Tangriyev     | 001s1:000s2      | Bronze |

### Kanu

#### Kanurennsport
| Athleten                                                   | Wettbewerb | Vorlauf      | Vorlauf | Halbfinale    | Halbfinale    | Finale        | Finale        | Rang          |
| Athleten                                                   | Wettbewerb | Zeit         | Rang    | Zeit          | Rang          | Zeit          | Rang          | Rang          |
| ---------------------------------------------------------- | ---------- | ------------ | ------- | ------------- | ------------- | ------------- | ------------- | ------------- |
| Frauen                                                     |            |              |         |               |               |               |               |               |
| Ana Paula Vergutz                                          | K-1 200 m  | 44,239 s     | 6       | 44,362 s      | 8             | ausgeschieden | ausgeschieden | ausgeschieden |
| Ana Paula Vergutz                                          | K-1 500 m  | 2:00,680 min | 6       | ausgeschieden | ausgeschieden | ausgeschieden | ausgeschieden | ausgeschieden |
| Männer                                                     |            |              |         |               |               |               |               |               |
| Edson Silva                                                | K-1 200 m  | 35,665 s     | 7       | ausgeschieden | ausgeschieden | ausgeschieden | ausgeschieden | ausgeschieden |
| Gilvan Ribeiro Edson Silva                                 | K-2 200 m  | 33,021 s     | 5       | 33,359 s      | 4             | 33,992 s      | 10            | 10            |
| Roberto Maehler Celso Oliveira Gilvan Ribeiro Vagner Souta | K-4 1000 m | 3:04,804 min | 6       | 3:09,220 min  | 6             | 3:13,337 min  | 5             | 13            |
| Isaquias Queiroz                                           | C-1 200 m  | 40,522 s     | 2       | 39,659 s      | 1             | 39,628 s      | 3             | Bronze        |
| Isaquias Queiroz                                           | C-1 1000 m | 3:59,615 min | 1       | Freilos       | Freilos       | 3:58,529 min  | 2             | Silber        |
| Isaquias Queiroz Erlon Silva                               | C-2 1000 m | 3:33,269 min | 1       | Freilos       | Freilos       | 3:44,819 min  | 2             | Silber        |

#### Kanuslalom
| Athleten                         | Wettbewerb | Vorlauf  | Vorlauf | Halbfinale    | Halbfinale    | Finale        | Finale        | Rang          |
| Athleten                         | Wettbewerb | Zeit     | Rang    | Zeit          | Rang          | Zeit          | Rang          | Rang          |
| -------------------------------- | ---------- | -------- | ------- | ------------- | ------------- | ------------- | ------------- | ------------- |
| Frauen                           |            |          |         |               |               |               |               |               |
| Ana Sátila                       | K-1        | 110,80 s | 17      | ausgeschieden | ausgeschieden | ausgeschieden | ausgeschieden | ausgeschieden |
| Männer                           |            |          |         |               |               |               |               |               |
| Pedro Gonçalves                  | K-1        | 88,48 s  | 5       | 95,68 s       | 10            | 91,54 s       | 6             | 6             |
| Felipe Borges                    | C-1        | 105,14 s | 16      | ausgeschieden | ausgeschieden | ausgeschieden | ausgeschieden | ausgeschieden |
| Charles Corrêa Anderson Oliveira | C-2        | 106,14 s | 7       | 116,49 s      | 11            | ausgeschieden | ausgeschieden | ausgeschieden |

### Leichtathletik
Laufen und Gehen 
| Athleten | Wettbewerb        | Runde 1         | Runde 1         | Halbfinale      | Halbfinale      | Finale        | Finale        | Rang |
| Athleten | Wettbewerb        | Zeit            | Rang            | Zeit            | Rang            | Zeit          | Rang          | Rang |
| --- | ----------------- | --------------- | --------------- | --------------- | --------------- | ------------- | ------------- | ---- |
| Frauen |                   |                 |                 |                 |                 |               |               |      |
| Franciela Krasucki                                                                                             | 100 m             | 11,67 s         | 47              | ausgeschieden   | ausgeschieden   | ausgeschieden | ausgeschieden | 47   |
| Rosângela Santos                                                                                               | 100 m             | 11,25 s         | 14              | 11,23 s         | 18              | ausgeschieden | ausgeschieden | 18   |
| Vitória Cristina Rosa                                                                                          | 200 m             | 23,35 s         | 47              | ausgeschieden   | ausgeschieden   | ausgeschieden | ausgeschieden | 47   |
| Kauiza Venâncio                                                                                                | 200 m             | 23,06 s         | 34              | ausgeschieden   | ausgeschieden   | ausgeschieden | ausgeschieden | 34   |
| Geisa Aparecida Coutinho                                                                                       | 400 m             | 52,05 s         | 25              | ausgeschieden   | ausgeschieden   | ausgeschieden | ausgeschieden | 25   |
| Jaílma de Lima                                                                                                 | 400 m             | 52,65 s         | 36              | ausgeschieden   | ausgeschieden   | ausgeschieden | ausgeschieden | 36   |
| Flávia de Lima                                                                                                 | 800 m             | 2:03,78 min     | 53              | ausgeschieden   | ausgeschieden   | ausgeschieden | ausgeschieden | 53   |
| Tatiele de Carvalho                                                                                            | 10.000 m          | –               | –               | –               | –               | 32:38,21 min  | 31            | 31   |
| Adriana Aparecida da Silva                                                                                     | Marathon          | –               | –               | –               | –               | 2:43:22 h     | 69            | 69   |
| Marily dos Santos                                                                                              | Marathon          | –               | –               | –               | –               | 2:45:08 h     | 78            | 78   |
| Graciete Santana                                                                                               | Marathon          | –               | –               | –               | –               | 3:09:15 h     | 128           | 128  |
| Érica de Sena                                                                                                  | 20 km Gehen       | –               | –               | –               | –               | 1:29:29 h     | 7             | 7    |
| Cisiane Lopes                                                                                                  | 20 km Gehen       | –               | –               | –               | –               | 1:38:35 h     | 49            | 49   |
| Maíla Machado                                                                                                  | 100 m Hürden      | 13,09 s         | 30              | ausgeschieden   | ausgeschieden   | ausgeschieden | ausgeschieden | 30   |
| Fabiana Moraes                                                                                                 | 100 m Hürden      | 13,22 s         | 35              | ausgeschieden   | ausgeschieden   | ausgeschieden | ausgeschieden | 35   |
| Juliana Paula dos Santos                                                                                       | 3000 m Hindernis  | 9:45,95 min     | 36              | –               | –               | ausgeschieden | ausgeschieden | 37   |
| Bruna Farias Franciela Krasucki Kauiza Venâncio Rosângela Santos                                               | 4 × 100-m-Staffel | disqualifiziert | disqualifiziert | –               | –               | ausgeschieden | ausgeschieden | –    |
| Geisa Aparecida Coutinho Jaílma de Lima Letícia de Souza Joelma Sousa                                          | 4 × 400-m-Staffel | 3:30,27 min     | 16              | –               | –               | ausgeschieden | ausgeschieden | 16   |
| Männer |                   |                 |                 |                 |                 |               |               |      |
| Vitor Hugo dos Santos                                                                                          | 100 m             | 10,36 s         | 48              | ausgeschieden   | ausgeschieden   | ausgeschieden | ausgeschieden | 48   |
| Aldemir da Silva Júnior                                                                                        | 200 m             | 20,80 s         | 61              | ausgeschieden   | ausgeschieden   | ausgeschieden | ausgeschieden | 61   |
| Bruno de Barros                                                                                                | 200 m             | 20,59 s         | 43              | ausgeschieden   | ausgeschieden   | ausgeschieden | ausgeschieden | 43   |
| Jorge Vides | 200 m             | 20,50 s         | 33              | ausgeschieden   | ausgeschieden   | ausgeschieden | ausgeschieden | 34   |
| Hederson Estefani                                                                                              | 400 m             | 46,68 s         | 41              | ausgeschieden   | ausgeschieden   | ausgeschieden | ausgeschieden | 41   |
| Kléberson Davide                                                                                               | 800 m             | 1:46,14 min     | 10              | 1:46,19 min     | 19              | ausgeschieden | ausgeschieden | 19   |
| Lutimar Paes                                                                                                   | 800 m             | 1:48,38 min     | 32              | ausgeschieden   | ausgeschieden   | ausgeschieden | ausgeschieden | 36   |
| Thiago André                                                                                                   | 1500 m            | 3:44,42 min     | 22              | ausgeschieden   | ausgeschieden   | ausgeschieden | ausgeschieden | 30   |
| Solonei da Silva                                                                                               | Marathon          | –               | –               | –               | –               | 2:22:05 h     | 78            | 78   |
| Marílson dos Santos                                                                                            | Marathon          | –               | –               | –               | –               | 2:19:09 h     | 59            | 59   |
| Paulo Roberto Paula                                                                                            | Marathon          | –               | –               | –               | –               | 2:13:56 h     | 15            | 15   |
| José Alessandro Bagio                                                                                          | 20 km Gehen       | –               | –               | –               | –               | nicht beendet | nicht beendet | –    |
| Caio Bonfim | 20 km Gehen       | –               | –               | –               | –               | 1:19:42 h     | 4             | 4    |
| Moacir Zimmermann                                                                                              | 20 km Gehen       | –               | –               | –               | –               | 1:33:58 h     | 63            | 63   |
| Caio Bonfim | 50 km Gehen       | –               | –               | –               | –               | 3:47:02 h     | 9             | 9    |
| Mário dos Santos                                                                                               | 50 km Gehen       | –               | –               | –               | –               | nicht beendet | nicht beendet | –    |
| Jonathan Rieckmann                                                                                             | 50 km Gehen       | –               | –               | –               | –               | 4:01:52 h     | 29            | 29   |
| João Vítor de Oliveira                                                                                         | 110 m Hürden      | 13,63 s         | 19              | 13,85 s         | 22              | ausgeschieden | ausgeschieden | 22   |
| Éder Antônio Souza                                                                                             | 110 m Hürden      | 13,61 s         | 17              | disqualifiziert | disqualifiziert | ausgeschieden | ausgeschieden | 24   |
| Mahau Suguimati                                                                                                | 400 m Hürden      | 49,77 s         | 29              | 49,77 s         | 22              | ausgeschieden | ausgeschieden | 22   |
| Márcio Teles                                                                                                   | 400 m Hürden      | 50,41 s         | 39              | ausgeschieden   | ausgeschieden   | ausgeschieden | ausgeschieden | 39   |
| Altobeli da Silva                                                                                              | 3000 m Hindernis  | 8:26,59 min     | 14              | –               | –               | 8:26,30 min   | 9             | 9    |
| Aldemir da Silva Junior Vitor Hugo dos Santos Bruno de Barros Ricardo de Souza José Carlos Moreira Jorge Vides | 4 × 100-m-Staffel | 38,19 s         | 8               | –               | –               | 38,41 s       | 6             | 6    |
| Lucas Carvalho Pedro Luiz de Oliveira Hugo de Sousa Peterson dos Santos Hederson Estefani Alexander Russo      | 4 × 400-m-Staffel | 3:00,43 min     | 8               | –               | –               | 3:03,28 min   | 8             | 8    |

 Springen und Werfen 
| Athleten                | Wettbewerb     | Qualifikation | Qualifikation | Finale        | Finale        | Rang |
| Athleten                | Wettbewerb     | Weite/Höhe    | Rang          | Weite/Höhe    | Rang          | Rang |
| ----------------------- | -------------- | ------------- | ------------- | ------------- | ------------- | ---- |
| Frauen                  |                |               |               |               |               |      |
| Joana Costa             | Stabhochsprung | 4,15 m        | 29            | ausgeschieden | ausgeschieden | 29   |
| Fabiana Murer           | Stabhochsprung | ogV           | ogV           | ausgeschieden | ausgeschieden | –    |
| Keila Costa             | Weitsprung     | 5,86 m        | 38            | ausgeschieden | ausgeschieden | 38   |
| Eliane Martins          | Weitsprung     | 6,33 m        | 23            | ausgeschieden | ausgeschieden | 23   |
| Keila Costa             | Dreisprung     | 13,78 m       | 24            | ausgeschieden | ausgeschieden | 24   |
| Núbia Soares            | Dreisprung     | 13,85 m       | 23            | ausgeschieden | ausgeschieden | 23   |
| Geisa Arcanjo           | Kugelstoßen    | 18,27 m       | 7             | 18,16 m       | 9             | 9    |
| Andressa de Morais      | Diskuswurf     | 57,38 m       | 21            | ausgeschieden | ausgeschieden | 21   |
| Fernanda Martins        | Diskuswurf     | 51,85 m       | 31            | ausgeschieden | ausgeschieden | 31   |
| Männer                  |                |               |               |               |               |      |
| Talles Silva            | Hochsprung     | 2,17 m        | 35            | ausgeschieden | ausgeschieden | 35   |
| Thiago Braz             | Stabhochsprung | 5,70 m        | 3             | 6,03 m        | 1             | Gold |
| Augusto Dutra           | Stabhochsprung | 5,45 m        | 22            | ausgeschieden | ausgeschieden | 22   |
| Higor Alves             | Weitsprung     | 7,59 m        | 28            | ausgeschieden | ausgeschieden | 28   |
| Darlan Romani           | Kugelstoßen    | 20,94 m       | 3             | 21,02 m       | 5             | 5    |
| Wagner Domingos         | Hammerwurf     | 74,17 m       | 9             | 72,28 m       | 12            | 12   |
| Júlio César de Oliveira | Speerwurf      | 80,49 m       | 16            | ausgeschieden | ausgeschieden | 16   |

 Mehrkampf 
| Athletinnen        | 100 m Hürden | 100 m Hürden | Hochsprung | Hochsprung | Kugelstoßen | Kugelstoßen | 200 m   | 200 m  | Weitsprung | Weitsprung | Speerwurf | Speerwurf | 800 m       | 800 m  | Punkte | Rang |
| Athletinnen        | Zeit         | Punkte       | Höhe       | Punkte     | Weite       | Punkte      | Zeit    | Punkte | Weite      | Punkte     | Weite     | Punkte    | Zeit        | Punkte | Punkte | Rang |
| ------------------ | ------------ | ------------ | ---------- | ---------- | ----------- | ----------- | ------- | ------ | ---------- | ---------- | --------- | --------- | ----------- | ------ | ------ | ---- |
| Siebenkampf Frauen |              |              |            |            |             |             |         |        |            |            |           |           |             |        |        |      |
| Vanessa Spínola    | 14,24 s      | 945          | 1,68 m     | 830        | 13,06 m     | 731         | 24,11 s | 970    | 6,10 m     | 880        | 45,05 m   | 764       | 2:14,20 min | 904    | 6024   | 23   |

| Athleten               | 100 m    | 100 m | Weitsprung | Weitsprung | Kugelstoßen | Kugelstoßen | Hochsprung | Hochsprung | 400 m    | 400 m | 110 m Hürden | 110 m Hürden | Diskuswurf | Diskuswurf | Stabhochsprung | Stabhochsprung | Speerwurf | Speerwurf | 1500 m      | 1500 m | Punkte | Rang |
| Athleten               | Zeit (s) | Pkte. | Weite (m)  | Pkte.      | Weite (m)   | Pkte.       | Höhe (m)   | Pkte.      | Zeit (s) | Pkte. | Zeit (s)     | Pkte.        | Weite (m)  | Pkte.      | Höhe (m)       | Pkte.          | Weite (m) | Pkte.     | Zeit (min)  | Pkte.  | Punkte | Rang |
| ---------------------- | -------- | ----- | ---------- | ---------- | ----------- | ----------- | ---------- | ---------- | -------- | ----- | ------------ | ------------ | ---------- | ---------- | -------------- | -------------- | --------- | --------- | ----------- | ------ | ------ | ---- |
| Zehnkampf Männer       |          |       |            |            |             |             |            |            |          |       |              |              |            |            |                |                |           |           |             |        |        |      |
| Luiz Alberto de Araújo | 10,77 s  | 912   | 7,48 m     | 930        | 15,26 m     | 806         | 1,92 m     | 731        | 48,14 s  | 902   | 14,17 s      | 953          | 45,10 m    | 769        | 4,90 m         | 880            | 57,28 m   | 697       | 4:31,46 min | 735    | 8315   | 10   |

### Moderner Fünfkampf
| Athleten          | Fechten | Fechten | Schwimmen   | Schwimmen | Reiten | Reiten | Combined     | Combined | Punkte | Rang |
| Athleten          | Bilanz  | Punkte  | Zeit        | Punkte    | Zeit   | Punkte | Zeit         | Punkte   | Punkte | Rang |
| ----------------- | ------- | ------- | ----------- | --------- | ------ | ------ | ------------ | -------- | ------ | ---- |
| Frauen            |         |         |             |           |        |        |              |          |        |      |
| Yane Marques      | 16:19   | 196     | 2:14,30 min | 298       | 14     | 286    | 13:31,64 min | 489      | 1269   | 22   |
| Männer            |         |         |             |           |        |        |              |          |        |      |
| Felipe Nascimento | 9:26    | 155     | 2:05,39 min | 324       | 49     | 251    | 12:15,59 min | 565      | 1295   | 31   |

### Radsport

#### Bahn
Omnium
| Männer           |    |    |   |    |   |    |    |    |    |    |    |   |    |    |
| Gideoni Monteiro | 14 | 14 | 9 | 24 | 6 | 30 | 16 | 10 | 15 | 12 | 13 | 1 | 95 | 13 |

#### Straße
| Athleten           | Wettbewerb    | Zeit               | Rang               |
| ------------------ | ------------- | ------------------ | ------------------ |
| Frauen             |               |                    |                    |
| Clemilda Fernandes | Straßenrennen | über dem Zeitlimit | über dem Zeitlimit |
| Flávia Oliveira    | Straßenrennen | 3:51:47 h          | 7                  |
| Männer             |               |                    |                    |
| Murilo Fischer     | Straßenrennen | über dem Zeitlimit | über dem Zeitlimit |
| Kléber Ramos       | Straßenrennen | nicht beendet      | nicht beendet      |

#### Mountainbike
| Athleten          | Wettbewerb    | Zeit      | Rang |
| ----------------- | ------------- | --------- | ---- |
| Frauen            |               |           |      |
| Raiza Goulão      | Cross-Country | 1:39:21 h | 20   |
| Männer            |               |           |      |
| Henrique Avancini | Cross-Country | 1:41:18 h | 23   |
| Rubens Donizete   | Cross-Country | 1:44:01 h | 30   |

#### BMX
| Athleten           | Wettbewerb | Qualifikation | Qualifikation | Viertelfinale | Viertelfinale | Halbfinale    | Halbfinale    | Finale        | Finale        | Rang          |
| Athleten           | Wettbewerb | Zeit          | Rang          | Punkte        | Rang          | Punkte        | Rang          | Zeit          | Rang          | Rang          |
| ------------------ | ---------- | ------------- | ------------- | ------------- | ------------- | ------------- | ------------- | ------------- | ------------- | ------------- |
| Frauen             |            |               |               |               |               |               |               |               |               |               |
| Priscilla Carnaval | Rennen     | 37,534 s      | 15            | –             | –             | 22            | 8             | ausgeschieden | ausgeschieden | ausgeschieden |
| Männer             |            |               |               |               |               |               |               |               |               |               |
| Renato Rezende     | Rennen     | 35,404 s      | 16            | 19            | 7             | ausgeschieden | ausgeschieden | ausgeschieden | ausgeschieden | ausgeschieden |

### Reiten
| Dressur |            |         |      |
| Athleten | Wettbewerb | Prozent | Rang |
| Giovanna Prado Pass mit Zingaro de Lyw | Einzel     | 67,700  | 47   |
| João Victor Marcari Oliva mit Xamã dos Pinhais | Einzel     | 68,071  | 46   |
| Luiza Tavares de Almeida mit Vendaval | Einzel     | 66,914  | 49   |
| Pedro Manuel Tavares de Almeida mit Xaparro do Vouga | Einzel     | 65,714  | 53   |
| Giovanna Prado Pass mit Zingaro de Lyw João Victor Marcari Oliva mit Xamã dos Pinhais Luiza Tavares de Almeida mit Vendaval Pedro Manuel Tavares de Almeida mit Xaparro do Vouga | Mannschaft | 67,562  | 10   |

| Springen |            |                  |               |               |              |              |      |
| Athleten | Wettbewerb | Strafpunkte      | Strafpunkte   | Strafpunkte   | Strafpunkte  | Strafpunkte  | Rang |
| Athleten | Wettbewerb | 1. Qualifikation | Nationenpreis | Nationenpreis | Einzelfinale | Einzelfinale | Rang |
| Athleten | Wettbewerb | 1. Qualifikation | 1. Umlauf     | 2. Umlauf     | 1. Umlauf    | 2. Umlauf    | Rang |
| Álvaro Affonso de Miranda Neto mit Cornetto K | Einzel     | (0)              | (0)           | (4)           | (4)          | (0)          | 9    |
| Eduardo Menezes mit Quintol | Einzel     | (4)              | (0)           | (4)           | (8)          | –            | 28   |
| Pedro Veniss mit Quabri de L’Isle | Einzel     | (0)              | (0)           | (5)           | (4)          | (1)          | 16   |
| Stephan de Freitas Barcha mit Landpeter do Feroleto | Einzel     | (0)              | DSQ           | –             | –            | –            | –    |
| Álvaro Affonso de Miranda Neto mit Cornetto K Eduardo Menezes mit Quintol Pedro Veniss mit Quabri de L’Isle Stephan de Freitas Barcha mit Landpeter do Feroleto | Mannschaft | (0)              | (0)           | (13)          | –            | –            | 5    |

| Vielseitigkeit |            |                     |                     |          |                    |        |    |
| Athleten | Wettbewerb | Minuspunkte Dressur | Minuspunkte Gelände | Springen | Minuspunkte Gesamt | Rang   |    |
| Carlos Parro mit Summon up the Blood | Einzel     | 47,30               | 4,00                | 12,00    | 12,00              | 75,30  | 18 |
| Márcio Appel mit Iberon Jmen | Einzel     | 57,20               | 64,40               | 16,00    | –                  | 137,60 | 39 |
| Márcio Carvalho Jorge mit Lissy Mac Wayer | Einzel     | 50,00               | 20,00               | 10,00    | 8,00               | 88,00  | 25 |
| Ruy Fonseca mit Tom Bombadill Too | Einzel     | 46,80               | 112,00              | E        | –                  | –      | –  |
| Carlos Parro mit Summon up the Blood Márcio Appel mit Iberon Jmen Márcio Carvalho Jorge mit Lissy Mac Wayer Ruy Fonseca mit Tom Bombadill Too | Mannschaft | 144,10              | 88,40               | 38,00    | –                  | 280,90 | 7  |

### Ringen
| Athleten                         | Wettbewerb        | 1. Runde        | 1. Runde | Achtelfinale        | Achtelfinale  | Viertelfinale     | Viertelfinale | Halbfinale    | Halbfinale    | Hoffnungsrunde Viertelfinale | Hoffnungsrunde Viertelfinale | Hoffnungsrunde Halbfinale | Hoffnungsrunde Halbfinale | Hoffnungsrunde Finale | Hoffnungsrunde Finale | Finale        | Finale        | Rang |
| Athleten                         | Wettbewerb        | Gegner          | Ergebnis | Gegner              | Ergebnis      | Gegner            | Ergebnis      | Gegner        | Ergebnis      | Gegner                       | Ergebnis                     | Gegner                    | Ergebnis                  | Gegner                | Ergebnis              | Gegner        | Ergebnis      | Rang |
| -------------------------------- | ----------------- | --------------- | -------- | ------------------- | ------------- | ----------------- | ------------- | ------------- | ------------- | ---------------------------- | ---------------------------- | ------------------------- | ------------------------- | --------------------- | --------------------- | ------------- | ------------- | ---- |
| Freistil Frauen                  |                   |                 |          |                     |               |                   |               |               |               |                              |                              |                           |                           |                       |                       |               |               |      |
| Joice Souza da Silva             | Klasse bis 58 kg  | Freilos         | Freilos  | Aissuluu Tynybekowa | 1:3           | ausgeschieden     | ausgeschieden | ausgeschieden | ausgeschieden | ausgeschieden                | ausgeschieden                | ausgeschieden             | ausgeschieden             | ausgeschieden         | ausgeschieden         | ausgeschieden | ausgeschieden | 12   |
| Laís Nunes                       | Klasse bis 63 kg  | Hafize Şahin    | 0:5      | ausgeschieden       | ausgeschieden | ausgeschieden     | ausgeschieden | ausgeschieden | ausgeschieden | ausgeschieden                | ausgeschieden                | ausgeschieden             | ausgeschieden             | ausgeschieden         | ausgeschieden         | ausgeschieden | ausgeschieden | 15   |
| Gilda Oliveira                   | Klasse bis 69 kg  | Freilos         | Freilos  | Ilana Kratysh       | 3:1           | Enas Mostafa      | 0:5           | ausgeschieden | ausgeschieden | ausgeschieden                | ausgeschieden                | ausgeschieden             | ausgeschieden             | ausgeschieden         | ausgeschieden         | ausgeschieden | ausgeschieden | 10   |
| Aline da Silva Ferreira          | Klasse bis 75 kg  | Freilos         | Freilos  | Rio Watari          | 3:1           | Jekaterina Bukina | 1:3           | ausgeschieden | ausgeschieden | ausgeschieden                | ausgeschieden                | ausgeschieden             | ausgeschieden             | ausgeschieden         | ausgeschieden         | ausgeschieden | ausgeschieden | 9    |
| griechisch-römischer Stil Männer |                   |                 |          |                     |               |                   |               |               |               |                              |                              |                           |                           |                       |                       |               |               |      |
| Eduard Soghomonyan               | Klasse bis 130 kg | Iakob Kadschaia | 0:4      | ausgeschieden       | ausgeschieden | ausgeschieden     | ausgeschieden | ausgeschieden | ausgeschieden | ausgeschieden                | ausgeschieden                | ausgeschieden             | ausgeschieden             | ausgeschieden         | ausgeschieden         | ausgeschieden | ausgeschieden | 16   |

### Rudern
| Athleten                              | Wettbewerb                  | Vorlauf     | Vorlauf | Vorlauf       | Hoffnungslauf | Hoffnungslauf | Hoffnungslauf | Halbfinale  | Halbfinale | Halbfinale    | Finale      | Finale | Rang |
| Athleten                              | Wettbewerb                  | Zeit        | Platz   | Qualifikation | Zeit          | Platz         | Qualifikation | Zeit        | Platz      | Qualifikation | Zeit        | Platz  | Rang |
| ------------------------------------- | --------------------------- | ----------- | ------- | ------------- | ------------- | ------------- | ------------- | ----------- | ---------- | ------------- | ----------- | ------ | ---- |
| Frauen                                |                             |             |         |               |               |               |               |             |            |               |             |        |      |
| Fernanda Nunes Ferreira Vanessa Cozzi | Leichtgewichts-Doppelzweier | 7:20,79 min | 3       | Hoffnungslauf | 8:15,53 min   | 5             | Halbfinale C  | 8:14,06 min | 2          | C-Finale      | 7:44,78 min | 3      | 15   |
| Männer                                |                             |             |         |               |               |               |               |             |            |               |             |        |      |
| Willian Giaretton Xavier Vela         | Leichtgewichts-Doppelzweier | 6:31,13 min | 5       | Hoffnungslauf | 7:13,60 min   | 5             | Halbfinale C  | 7:27,34 min | 1          | C-Finale      | 6:44,80 min | 2      | 14   |

### Rugby
| Wettbewerb         | Frauen | Männer |
| ------------------ | --- | --- |
| Athleten           | Edna Santini Juliana Esteves dos Santos Paula Ishibashi Luiza Campos Tais Balconi Júlia Sardá Haline Scatrut Beatriz Futuro Muhlbauer Raquel Kochhann Amanda Araújo Isadora Cerullo Mariana Barbosa Ramalho Cláudia Teles | Daniel Sancery Martin Schaefer Juliano Fiori Felipe França Silva Stefano Giantorno Moisés Duque Lucas Duque Felipe Sancery Laurent Bourda-Couhet Arthur Bergo Gustavo Albuquerque André Silva |
| Trainer            | Chris Neill | Andrés Romagnoli |
| Gruppenphase       | Großbritannien (3:29) Kanada (0:38) Japan (26:10) | Fidschi (12:40) USA (0:26) Argentinien (0:31) |
| Viertelfinale      | – | – |
| Halbfinale         | – | – |
| Finale             | – | – |
| Platzierungsspiele | Kolumbien (24:0) Japan (33:5) | USA (12:24) Kenia (0:24) |
| Platzierung        | 9. Platz | 12. Platz |

### Schießen

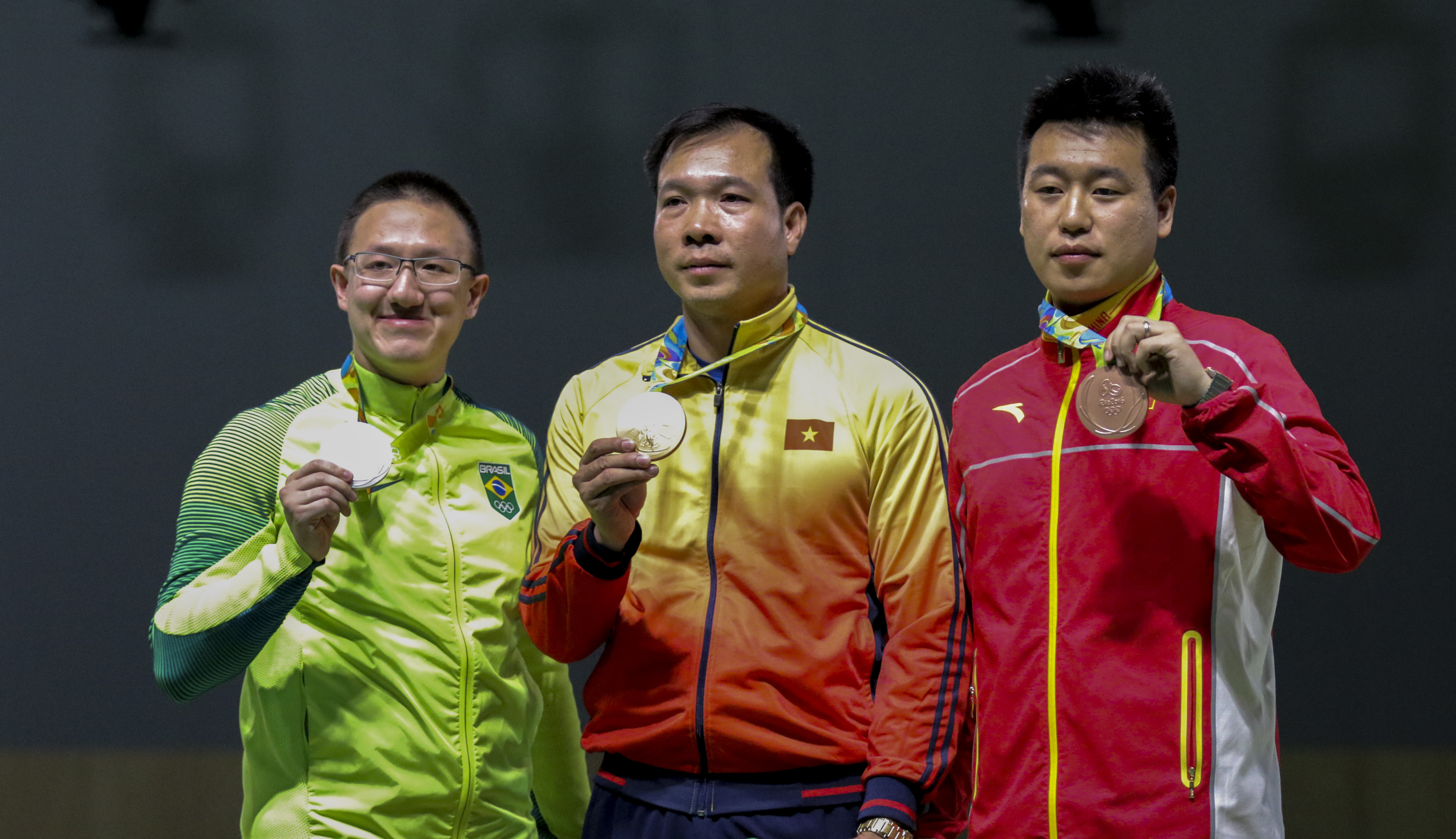
V. l. n. r.: Felipe Almeida Wu, Hoàng Xuân Vinh und Pang Wei

| Athleten          | Wettbewerb                               | Qualifikation   | Qualifikation | Finale          | Finale        | Ringe/ Scheiben | Rang   |
| Athleten          | Wettbewerb                               | Ringe/ Scheiben | Rang          | Ringe/ Scheiben | Rang          | Ringe/ Scheiben | Rang   |
| ----------------- | ---------------------------------------- | --------------- | ------------- | --------------- | ------------- | --------------- | ------ |
| Frauen            |                                          |                 |               |                 |               |                 |        |
| Rosane Ewald      | Luftgewehr 10 Meter                      | 396,9           | 50            | ausgeschieden   | ausgeschieden | 396,9           | 50     |
| Rosane Ewald      | Kleinkaliber Dreistellungskampf 50 Meter | 550             | 37            | ausgeschieden   | ausgeschieden | 550             | 37     |
| Janice Teixeira   | Trap                                     | 60              | 21            | ausgeschieden   | ausgeschieden | 60              | 21     |
| Daniela Carraro   | Skeet                                    | 53              | 21            | ausgeschieden   | ausgeschieden | 53              | 21     |
| Männer            |                                          |                 |               |                 |               |                 |        |
| Júlio Almeida     | Luftpistole 10 Meter                     | 577             | 13            | ausgeschieden   | ausgeschieden | 577             | 13     |
| Felipe Almeida Wu | Luftpistole 10 Meter                     | 580             | 7             | 202,1           | 2             | 782,1           | Silber |
| Emerson Duarte    | Schnellfeuerpistole 25 Meter             | 285             | 19            | ausgeschieden   | ausgeschieden | 285             | 19     |
| Júlio Almeida     | Freie Pistole 50 Meter                   | 542             | 30            | ausgeschieden   | ausgeschieden | 542             | 30     |
| Felipe Almeida Wu | Freie Pistole 50 Meter                   | 533             | 39            | ausgeschieden   | ausgeschieden | 533             | 39     |
| Cassio Rippel     | Kleinkaliber Dreistellungskampf 50 Meter | 1129            | 44            | ausgeschieden   | ausgeschieden | 1129            | 44     |
| Cassio Rippel     | Kleinkaliber liegend 50 Meter            | 621,3           | 26            | ausgeschieden   | ausgeschieden | 621,3           | 26     |
| Roberto Schmits   | Trap                                     | 115             | 15            | ausgeschieden   | ausgeschieden | 115             | 15     |
| Renato Portella   | Skeet                                    | 116             | 22            | ausgeschieden   | ausgeschieden | 116             | 22     |

### Schwimmen
| Athleten                                                                                               | Wettbewerb          | Vorlauf          | Vorlauf          | Halbfinale       | Halbfinale       | Finale           | Finale           | Rang             |
| Athleten                                                                                               | Wettbewerb          | Zeit             | Rang             | Zeit             | Rang             | Zeit             | Rang             | Rang             |
| --- | ------------------- | ---------------- | ---------------- | ---------------- | ---------------- | ---------------- | ---------------- | ---------------- |
| Frauen                                                                                                 |                     |                  |                  |                  |                  |                  |                  |                  |
| Graciele Herrmann                                                                                      | 50 m Freistil       | 25,60 s          | 40               | ausgeschieden    | ausgeschieden    | ausgeschieden    | ausgeschieden    | 40               |
| Etiene Medeiros                                                                                        | 50 m Freistil       | 24,82 s          | 16               | 24,34 s          | 7                | 24,69 s          | 8                | 8                |
| Etiene Medeiros                                                                                        | 100 m Freistil      | 54,38 s          | 14               | 54,59 s          | 16               | ausgeschieden    | ausgeschieden    | 16               |
| Larissa Oliveira                                                                                       | 100 m Freistil      | 54,72 s          | 21               | ausgeschieden    | ausgeschieden    | ausgeschieden    | ausgeschieden    | 21               |
| Manuella Lyrio                                                                                         | 200 m Freistil      | 1:57,28 min      | 14               | 1:57,43 min      | 12               | ausgeschieden    | ausgeschieden    | 12               |
| Larissa Oliveira                                                                                       | 200 m Freistil      | 2:00,76 min      | 35               | ausgeschieden    | ausgeschieden    | ausgeschieden    | ausgeschieden    | 35               |
| Daiene Dias                                                                                            | 100 m Schmetterling | 58,15 s          | 14               | 58,52 s          | 13               | ausgeschieden    | ausgeschieden    | 13               |
| Daynara de Paula                                                                                       | 100 m Schmetterling | 57,92 s          | 13               | 58,65 s          | 15               | ausgeschieden    | ausgeschieden    | 15               |
| Joanna Maranhão                                                                                        | 200 m Schmetterling | 2:10,69 min      | 24               | ausgeschieden    | ausgeschieden    | ausgeschieden    | ausgeschieden    | 24               |
| Etiene Medeiros                                                                                        | 100 m Rücken        | 1:01,70 min      | 25               | ausgeschieden    | ausgeschieden    | ausgeschieden    | ausgeschieden    | 25               |
| Joanna Maranhão                                                                                        | 200 m Lagen         | 2:13,06 min      | 18               | ausgeschieden    | ausgeschieden    | ausgeschieden    | ausgeschieden    | 18               |
| Joanna Maranhão                                                                                        | 400 m Lagen         | 4:38,88 min      | 15               | –                | –                | ausgeschieden    | ausgeschieden    | 15               |
| Larissa Oliveira Etiene Medeiros Daynara de Paula Manuella Lyrio                                       | 4 × 100 m Freistil  | 3:39,40 min      | 11               | –                | –                | ausgeschieden    | ausgeschieden    | 11               |
| Manuella Lyrio Jéssica Cavalheiro Gabrielle Roncatto Larissa Oliveira                                  | 4 × 200 m Freistil  | 7:55,68 min      | 11               | –                | –                | ausgeschieden    | ausgeschieden    | 11               |
| Natalia de Luccas Jhennifer Conceição Daynara de Paula Larissa Oliveira                                | 4 × 100 m Lagen     | 4:02,83 min      | 13               | –                | –                | ausgeschieden    | ausgeschieden    | 13               |
| Ana Marcela Cunha                                                                                      | 10 km Freiwasser    | –                | –                | –                | –                | 1:57:29 h        | 10               | 10               |
| Poliana Okimoto                                                                                        | 10 km Freiwasser    | –                | –                | –                | –                | 1:56:51,4 h      | 3                | Bronze           |
| Männer                                                                                                 |                     |                  |                  |                  |                  |                  |                  |                  |
| Italo Duarte                                                                                           | 50 m Freistil       | 21,96 s          | 13               | 22,05 s          | 15               | ausgeschieden    | ausgeschieden    | 15               |
| Bruno Fratus                                                                                           | 50 m Freistil       | 21,93 s          | 10               | 21,71 s          | 6                | 21,79 s          | 6                | 6                |
| Marcelo Chierighini                                                                                    | 100 m Freistil      | 48,53 s          | 13               | 48,23 s          | 8                | 48,41 s          | 8                | 8                |
| Nicolas Nilo                                                                                           | 100 m Freistil      | 49,05 s          | 28               | ausgeschieden    | ausgeschieden    | ausgeschieden    | ausgeschieden    | 28               |
| João de Lucca                                                                                          | 200 m Freistil      | 1:47,63 min      | 25               | ausgeschieden    | ausgeschieden    | ausgeschieden    | ausgeschieden    | 25               |
| Nicolas Nilo                                                                                           | 200 m Freistil      | nicht angetreten | nicht angetreten | nicht angetreten | nicht angetreten | nicht angetreten | nicht angetreten | nicht angetreten |
| Luiz Altamir Melo                                                                                      | 400 m Freistil      | 3:50,82 min      | 32               | –                | –                | ausgeschieden    | ausgeschieden    | 32               |
| Miguel Valente                                                                                         | 1500 m Freistil     | 15:22,57 min     | 31               | –                | –                | ausgeschieden    | ausgeschieden    | 31               |
| Brandonn Almeida                                                                                       | 1500 m Freistil     | 15:14,73 min     | 29               | –                | –                | ausgeschieden    | ausgeschieden    | 29               |
| Marcos Macedo                                                                                          | 100 m Schmetterling | 53,87 s          | 34               | ausgeschieden    | ausgeschieden    | ausgeschieden    | ausgeschieden    | 34               |
| Henrique Martins                                                                                       | 100 m Schmetterling | 52,42 s          | 21               | ausgeschieden    | ausgeschieden    | ausgeschieden    | ausgeschieden    | 21               |
| Leonardo de Deus                                                                                       | 200 m Schmetterling | 1:55,98 min      | 9                | 1:56,77 min      | 13               | ausgeschieden    | ausgeschieden    | 13               |
| Kaio Márcio                                                                                            | 200 m Schmetterling | 1:56,45 min      | 12               | 1:57,45 min      | 14               | ausgeschieden    | ausgeschieden    | 14               |
| Felipe França Silva                                                                                    | 100 m Brust         | 59,01 s          | 3                | 59,35 s          | 6                | 59,38 s          | 7                | 7                |
| João Gomes                                                                                             | 100 m Brust         | 59,46 s          | 8                | 59,40 s          | 7                | 59,31 s          | 5                | 5                |
| Tales Cerdeira                                                                                         | 200 m Brust         | 2:12,83 min      | 29               | ausgeschieden    | ausgeschieden    | ausgeschieden    | ausgeschieden    | 29               |
| Thiago Simon                                                                                           | 200 m Brust         | 2:15,01 min      | 36               | ausgeschieden    | ausgeschieden    | ausgeschieden    | ausgeschieden    | 36               |
| Guilherme Guido                                                                                        | 100 m Rücken        | 53,80 s          | 13               | 54,16 s          | 14               | ausgeschieden    | ausgeschieden    | 14               |
| Leonardo de Deus                                                                                       | 200 m Rücken        | 1:57,00 min      | 12               | 1:57,67 min      | 13               | ausgeschieden    | ausgeschieden    | 13               |
| Thiago Pereira                                                                                         | 200 m Lagen         | 1:58,63 min      | 5                | 1:57,11 min      | 3                | 1:58,02 min      | 7                | 7                |
| Henrique Rodrigues                                                                                     | 200 m Lagen         | 1:58,56 min      | 4                | 1:59,23 min      | 9                | ausgeschieden    | ausgeschieden    | 9                |
| Brandonn Almeida                                                                                       | 400 m Lagen         | 4:17,25 min      | 15               | –                | –                | ausgeschieden    | ausgeschieden    | 15               |
| Marcelo Chierighini Nicolas Nilo Gabriel Santos João de Lucca (Finale) Matheus Santana (Vorlauf)       | 4 × 100 m Freistil  | 3:14,06 min      | 5                | –                | –                | 3:13,21 min      | 5                | 5                |
| Luiz Altamir Melo João de Lucca André Pereira Nicolas Nilo                                             | 4 × 200 m Freistil  | 7:13,84 min      | 15               | –                | –                | ausgeschieden    | ausgeschieden    | 15               |
| Guilherme Guido João Gomes (Finale) Felipe França Silva (Vorlauf) Henrique Martins Marcelo Chierighini | 4 × 100 m Lagen     | 3:32,96 min      | 7                | –                | –                | 3:32,84 min      | 6                | 6                |
| Allan do Carmo                                                                                         | 10 km Freiwasser    | –                | –                | –                | –                | 1:53:16,4 h      | 18               | 18               |

### Segeln
Fleet Race
| Athleten                              | Wettbewerb      | Qualifikation | Qualifikation | Medal Race    | Medal Race    | Punkte | Rang |
| Athleten                              | Wettbewerb      | Punkte        | Rang          | Punkte        | Rang          | Punkte | Rang |
| ------------------------------------- | --------------- | ------------- | ------------- | ------------- | ------------- | ------ | ---- |
| Frauen                                |                 |               |               |               |               |        |      |
| Patrícia Freitas                      | Windsurfen RS:X | 72            | 9             | 8             | 4             | 80     | 8    |
| Fernanda Decnop                       | Laser Radial    | 163           | 24            | ausgeschieden | ausgeschieden | 163    | 24   |
| Martine Grael Kahena Kunze            | 49erFX          | 46            | 1             | 2             | 1             | 48     | Gold |
| Ana Luiza Barbachan Fernanda Oliveira | 470er           | 68            | 7             | 8             | 4             | 76     | 8    |
| Männer                                |                 |               |               |               |               |        |      |
| Ricardo Santos                        | Windsurfen RS:X | 106           | 7             | 12            | 6             | 7      | 118  |
| Robert Scheidt                        | Laser           | 87            | 5             | 2             | 1             | 89     | 4    |
| Jorge Zarif                           | Finn Dinghy     | 81            | 6             | 6             | 3             | 87     | 4    |
| Bruno Bethlem Henrique Haddad         | 470er           | 167           | 23            | ausgeschieden | ausgeschieden | 167    | 23   |
| Gabriel Borges Marco Grael            | 49er            | 109           | 11            | ausgeschieden | ausgeschieden | 109    | 11   |
| Mixed                                 |                 |               |               |               |               |        |      |
| Samuel Albrecht Isabel Swan           | Nacra 17        | 101           | 10            | 16            | 8             | 117    | 10   |

### Synchronschwimmen
| Athletinnen | Wettbewerb | Qualifikation     | Qualifikation     | Qualifikation  | Qualifikation  | Qualifikation | Qualifikation | Finale         | Finale         | Finale           | Finale           |
| Athletinnen | Wettbewerb | Technische Kür TK | Technische Kür TK | Freie Kür FK-Q | Freie Kür FK-Q | Gesamt        | Gesamt        | Freie Kür FK-F | Freie Kür FK-F | Gesamt TK + FK-F | Gesamt TK + FK-F |
| Athletinnen | Wettbewerb | Punkte            | Rang              | Punkte         | Rang           | Punkte        | Rang          | Punkte         | Rang           | Punkte           | Rang             |
| --- | ---------- | ----------------- | ----------------- | -------------- | -------------- | ------------- | ------------- | -------------- | -------------- | ---------------- | ---------------- |
| Frauen |            |                   |                   |                |                |               |               |                |                |                  |                  |
| Luisa Borges Maria Eduarda Miccuci | Duett      | 83,3008           | 14                | 84,0333        | 13             | 167,3341      | 13            | ausgeschieden  | ausgeschieden  | ausgeschieden    | ausgeschieden    |
| Luisa Borges Maria Bruno Beatriz Feres Branca Feres Maria Clara Lobo Maria Eduarda Miccuci Lorena Molinos Pamela Nogueira Lara Teixeira | Gruppe     | 84,7985           | 6                 | –              | –              | 84,7985       | 6             | 87,2000        | 6              | 171,9985         | 6                |

### Taekwondo
| Athleten          | Wettbewerb        | Achtelfinale    | Achtelfinale | Viertelfinale               | Viertelfinale | Hoffnungsrunde Halbfinale | Hoffnungsrunde Halbfinale | Halbfinale    | Halbfinale    | Hoffnungsrunde Finale | Hoffnungsrunde Finale | Finale        | Finale        | Rang          |
| Athleten          | Wettbewerb        | Gegner          | Ergebnis     | Gegner                      | Ergebnis      | Gegner                    | Ergebnis                  | Gegner        | Ergebnis      | Gegner                | Ergebnis              | Gegner        | Ergebnis      | Rang          |
| ----------------- | ----------------- | --------------- | ------------ | --------------------------- | ------------- | ------------------------- | ------------------------- | ------------- | ------------- | --------------------- | --------------------- | ------------- | ------------- | ------------- |
| Frauen            |                   |                 |              |                             |               |                           |                           |               |               |                       |                       |               |               |               |
| Iris Sing         | Klasse bis 49 kg  | Andrea Kilday   | 7:5          | Itzel Manjarrez             | 4:14          | ausgeschieden             | ausgeschieden             | ausgeschieden | ausgeschieden | ausgeschieden         | ausgeschieden         | ausgeschieden | ausgeschieden | ausgeschieden |
| Júlia Vasconcelos | Klasse bis 57 kg  | Suvi Mikkonen   | 9:10         | ausgeschieden               | ausgeschieden | ausgeschieden             | ausgeschieden             | ausgeschieden | ausgeschieden | ausgeschieden         | ausgeschieden         | ausgeschieden | ausgeschieden | ausgeschieden |
| Männer            |                   |                 |              |                             |               |                           |                           |               |               |                       |                       |               |               |               |
| Venilton Teixeira | Klasse bis 58 kg  | Ron Atias       | 16:2         | Carlos Navarro              | 5:8           | ausgeschieden             | ausgeschieden             | ausgeschieden | ausgeschieden | ausgeschieden         | ausgeschieden         | ausgeschieden | ausgeschieden | ausgeschieden |
| Maicon de Andrade | Klasse über 80 kg | Stephen Lambdin | 9:7          | Abdoulrazak Issoufou Alfaga | 1:6           | M’Bar N’Diaye             | 5:2                       | ausgeschieden | ausgeschieden | Mahama Cho            | 5:4                   | ausgeschieden | ausgeschieden | Bronze        |

### Tennis
| Athleten                                 | Wettbewerb | 1. Runde                              | 1. Runde         | 2. Runde      | 2. Runde      | Achtelfinale                  | Achtelfinale  | Viertelfinale                   | Viertelfinale | Halbfinale    | Halbfinale    | Finale        | Finale        |
| Athleten                                 | Wettbewerb | Gegner                                | Ergebnis         | Gegner        | Ergebnis      | Gegner                        | Ergebnis      | Gegner                          | Ergebnis      | Gegner        | Ergebnis      | Gegner        | Ergebnis      |
| ---------------------------------------- | ---------- | ------------------------------------- | ---------------- | ------------- | ------------- | ----------------------------- | ------------- | ------------------------------- | ------------- | ------------- | ------------- | ------------- | ------------- |
| Frauen                                   |            |                                       |                  |               |               |                               |               |                                 |               |               |               |               |               |
| Teliana Pereira                          | Einzel     | Caroline Garcia                       | 1:6, 2:6         | ausgeschieden | ausgeschieden | ausgeschieden                 | ausgeschieden | ausgeschieden                   | ausgeschieden | ausgeschieden | ausgeschieden | ausgeschieden | ausgeschieden |
| Paula Cristina Gonçalves Teliana Pereira | Doppel     | Garbiñe Muguruza Carla Suárez Navarro | 6:76, 2:6        | –             | –             | ausgeschieden                 | ausgeschieden | ausgeschieden                   | ausgeschieden | ausgeschieden | ausgeschieden | ausgeschieden | ausgeschieden |
| Männer                                   |            |                                       |                  |               |               |                               |               |                                 |               |               |               |               |               |
| Thomaz Bellucci                          | Einzel     | Dustin Brown                          | 4:6, 5:4 Aufgabe | Pablo Cuevas  | 6:2, 4:6, 6:3 | David Goffin                  | 7:610, 6:4    | Rafael Nadal                    | 6:2, 4:6, 2:6 | ausgeschieden | ausgeschieden | ausgeschieden | ausgeschieden |
| Rogério Dutra da Silva                   | Einzel     | Thomas Fabbiano                       | 7:64, 6:1        | Gaël Monfils  | 2:6, 4:6      | ausgeschieden                 | ausgeschieden | ausgeschieden                   | ausgeschieden | ausgeschieden | ausgeschieden | ausgeschieden | ausgeschieden |
| Marcelo Melo Bruno Soares                | Doppel     | Sanchai Ratiwatana Sonchat Ratiwatana | 6:0, 7:61        | –             | –             | Novak Đoković Nenad Zimonjić  | 6:4, 6:4      | Florin Mergea Horia Tecău       | 4:6, 7:5, 2:6 | ausgeschieden | ausgeschieden | ausgeschieden | ausgeschieden |
| Thomaz Bellucci André Sá                 | Doppel     | Andy Murray Jamie Murray              | 7:66, 7:614      | –             | –             | Fabio Fognini Andreas Seppi   | 7:5, 5:7, 3:6 | ausgeschieden                   | ausgeschieden | ausgeschieden | ausgeschieden | ausgeschieden | ausgeschieden |
| Mixed                                    |            |                                       |                  |               |               |                               |               |                                 |               |               |               |               |               |
| Teliana Pereira Marcelo Melo             | Doppel     | –                                     | –                | –             | –             | Caroline Garcia Nicolas Mahut | 7:64, 7:61    | Bethanie Mattek-Sands Jack Sock | 4:6, 4:6      | ausgeschieden | ausgeschieden | ausgeschieden | ausgeschieden |

### Tischtennis
| Athleten                                      | Wettbewerb | 1. Runde     | 1. Runde | 2. Runde         | 2. Runde      | 3. Runde      | 3. Runde      | Achtelfinale  | Achtelfinale  | Viertelfinale | Viertelfinale | Halbfinale    | Halbfinale    | Finale        | Finale        | Rang          |
| Athleten                                      | Wettbewerb | Gegner       | Ergebnis | Gegner           | Ergebnis      | Gegner        | Ergebnis      | Gegner        | Ergebnis      | Gegner        | Ergebnis      | Gegner        | Ergebnis      | Gegner        | Ergebnis      | Rang          |
| --------------------------------------------- | ---------- | ------------ | -------- | ---------------- | ------------- | ------------- | ------------- | ------------- | ------------- | ------------- | ------------- | ------------- | ------------- | ------------- | ------------- | ------------- |
| Frauen                                        |            |              |          |                  |               |               |               |               |               |               |               |               |               |               |               |               |
| Caroline Kumahara                             | Einzel     | Ni Xialian   | 3:4      | ausgeschieden    | ausgeschieden | ausgeschieden | ausgeschieden | ausgeschieden | ausgeschieden | ausgeschieden | ausgeschieden | ausgeschieden | ausgeschieden | ausgeschieden | ausgeschieden | ausgeschieden |
| Lin Gui                                       | Einzel     | Galia Dvorak | 4:2      | Elizabeta Samara | 0:4           | ausgeschieden | ausgeschieden | ausgeschieden | ausgeschieden | ausgeschieden | ausgeschieden | ausgeschieden | ausgeschieden | ausgeschieden | ausgeschieden | ausgeschieden |
| Caroline Kumahara Lin Gui Bruna Takahashi     | Mannschaft | China        | 0:3      | –                | –             | –             | –             | –             | –             | ausgeschieden | ausgeschieden | ausgeschieden | ausgeschieden | ausgeschieden | ausgeschieden | ausgeschieden |
| Männer                                        |            |              |          |                  |               |               |               |               |               |               |               |               |               |               |               |               |
| Hugo Calderano                                | Einzel     | Andy Pereira | 4:0      | Pär Gerell       | 4:1           | Tang Peng     | 4:2           | Jun Mizutani  | 2:4           | ausgeschieden | ausgeschieden | ausgeschieden | ausgeschieden | ausgeschieden | ausgeschieden | ausgeschieden |
| Gustavo Tsuboi                                | Einzel     | Wang Jianan  | 0:4      | ausgeschieden    | ausgeschieden | ausgeschieden | ausgeschieden | ausgeschieden | ausgeschieden | ausgeschieden | ausgeschieden | ausgeschieden | ausgeschieden | ausgeschieden | ausgeschieden | ausgeschieden |
| Hugo Calderano Cazuo Matsumoto Gustavo Tsuboi | Mannschaft | Südkorea     | 0:3      | –                | –             | –             | –             | –             | –             | ausgeschieden | ausgeschieden | ausgeschieden | ausgeschieden | ausgeschieden | ausgeschieden | ausgeschieden |

### Triathlon
| Athleten         | Wettbewerb | Zeit      | Rang |
| ---------------- | ---------- | --------- | ---- |
| Frauen           |            |           |      |
| Pâmella Oliveira | Einzel     | 2:04:03 h | 40   |
| Männer           |            |           |      |
| Diogo Sclebin    | Einzel     | 1:52:32 h | 41   |

### Turnen

#### Gerätturnen
| Athleten                                                                     | Wettbewerb           | Qualifikation | Qualifikation | Finale  | Finale | Rang   |
| Athleten                                                                     | Wettbewerb           | Punkte        | Rang          | Punkte  | Rang   | Rang   |
| ---------------------------------------------------------------------------- | -------------------- | ------------- | ------------- | ------- | ------ | ------ |
| Frauen                                                                       |                      |               |               |         |        |        |
| Flávia Saraiva                                                               | Schwebebalken        | 15,133        | 3             | 14,533  | 5      | 5      |
| Rebeca Andrade                                                               | Mehrkampf Einzel     | 58,732        | 3             | 56,965  | 11     | 11     |
| Jade Barbosa                                                                 | Mehrkampf Einzel     | 56,499        | 23            | DNF     | 24     | 24     |
| Rebeca Andrade Jade Barbosa Daniele Hypólito Lorrane Oliveira Flávia Saraiva | Mehrkampf Mannschaft | 174,054       | 5             | 172,087 | 8      | 8      |
| Männer                                                                       |                      |               |               |         |        |        |
| Diego Hypólito                                                               | Boden                | 15,500        | 4             | 15,533  | 2      | Silber |
| Arthur Mariano                                                               | Boden                | 15,200        | 9             | 15,433  | 3      | Bronze |
| Arthur Zanetti                                                               | Ringe                | 15,533        | 5             | 15,766  | 2      | Silber |
| Francisco Barreto                                                            | Reck                 | 15,266        | 5             | 15,208  | 5      | 5      |
| Arthur Mariano                                                               | Mehrkampf Einzel     | 88,465        | 11            | 87,331  | 17     | 17     |
| Sérgio Sasaki                                                                | Mehrkampf Einzel     | 88,898        | 8             | 89,198  | 9      | 9      |
| Francisco Barreto Diego Hypólito Arthur Mariano Sérgio Sasaki Arthur Zanetti | Mehrkampf Mannschaft | 268,078       | 6             | 263,728 | 6      | 6      |

#### Rhythmische Sportgymnastik
| Athletinnen                                                                      | Wettbewerb           | Qualifikation | Qualifikation | Finale        | Finale        | Rang |
| Athletinnen                                                                      | Wettbewerb           | Punkte        | Rang          | Punkte        | Rang          | Rang |
| -------------------------------------------------------------------------------- | -------------------- | ------------- | ------------- | ------------- | ------------- | ---- |
| Frauen                                                                           |                      |               |               |               |               |      |
| Natália Gaudio                                                                   | Mehrkampf Einzel     | 65,532        | 23            | ausgeschieden | ausgeschieden | 23   |
| Gabrielle da Silva Morgana Gmach Emanuelle Lima Jessica Maier Francielly Pereira | Mehrkampf Mannschaft | 32,649        | 9             | ausgeschieden | ausgeschieden | 9    |

#### Trampolinturnen
| Athleten       | Wettbewerb | Qualifikation | Qualifikation | Finale        | Finale        | Rang |
| Athleten       | Wettbewerb | Punkte        | Rang          | Punkte        | Rang          | Rang |
| -------------- | ---------- | ------------- | ------------- | ------------- | ------------- | ---- |
| Männer         |            |               |               |               |               |      |
| Rafael Andrade | Einzel     | 76,145        | 15            | ausgeschieden | ausgeschieden | 15   |

### Volleyball
| Wettbewerb    | Frauen | Männer |
| ------------- | --- | --- |
| Athleten      | Fabiana Claudino Juciely Cristina Barreto Dani Lins Adenízia Silva Thaísa Menezes Jaqueline Carvalho Gabriela Guimarães Natália Pereira Sheilla Castro Fernanda Garay Fabíola de Souza Léia Silva | Bruno Rezende Éder Carbonera Wallace de Souza William Arjona Sérgio Santos Luiz Felipe Fonteles Maurício Souza Douglas Souza Lucas Saatkamp Evandro Guerra Ricardo Lucarelli Maurício Silva |
| Trainer       | José Roberto Guimarães | Bernardo Rezende |
| Gruppenphase  | Kamerun (3:0) Argentinien (3:0) Japan (3:0) Südkorea (3:0) Russland (3:0) | Mexiko (3:1) Kanada (3:1) USA (1:3) Italien (1:3) Frankreich (3:1) |
| Viertelfinale | China (2:3) | Argentinien (3:1) |
| Halbfinale    | ausgeschieden | Russland (3:0) |
| Finale        | ausgeschieden | Italien (3:0) |
| Platzierung   | 5. Platz | Gold |

### Wasserball
| Wettbewerb         | Frauen | Männer |
| ------------------ | --- | --- |
| Athleten           | Tess Oliveira Diana Abla Marina Zablith Marina Canetti Lucianne Barroncas Izabella Chiappini Amanda Oliveira Luiza Carvalho Camila Pedrosa Viviane Bahia Mariana Duarte Gabriela Mantellato Victória Chamorro | Slobodan Soro Jonas Crivella Rudá Franco Ives González Paulo Salemi Bernardo Gomes Adrià Delgado Felipe França Silva Bernardo Rocha Felipe Perrone Gustavo Guimarães Josip Vrlić Vinicius Antonelli |
| Trainer            | Patrick Oaten () | Ratko Rudić () |
| Gruppenphase       | Italien (3:9) Russland (7:14) Australien (3:10) | Australien (8:7) Japan (16:8) Serbien (6:5) Griechenland (4:9) Ungarn (6:10) |
| Viertelfinale      | USA (3:13) | Kroatien (6:10) |
| Platzierungsspiele | Australien (4:11) China (5:10) | Ungarn (4:13) Spanien (8:9) |
| Halbfinale         | ausgeschieden | ausgeschieden |
| Finale             | ausgeschieden | ausgeschieden |
| Platzierung        | 8. Platz | 8. Platz |

### Wasserspringen
| Athleten                            | Wettbewerb                 | Vorkampf | Vorkampf | Halbfinale    | Halbfinale    | Finale        | Finale        | Rang |
| Athleten                            | Wettbewerb                 | Punkte   | Rang     | Punkte        | Rang          | Punkte        | Rang          | Rang |
| ----------------------------------- | -------------------------- | -------- | -------- | ------------- | ------------- | ------------- | ------------- | ---- |
| Frauen                              |                            |          |          |               |               |               |               |      |
| Juliana Veloso                      | Kunstspringen 3 m          | 240,90   | 27       | ausgeschieden | ausgeschieden | ausgeschieden | ausgeschieden | 27   |
| Ingrid de Oliveira                  | Turmspringen 10 m          | 281,90   | 22       | ausgeschieden | ausgeschieden | ausgeschieden | ausgeschieden | 22   |
| Tammy Takagi Juliana Veloso         | Kunstspringen Synchron 3 m | –        | –        | –             | –             | 258,75        | 8             | 8    |
| Ingrid de Oliveira Giovanna Pedroso | Turmspringen Synchron 10 m | –        | –        | –             | –             | 280,98        | 8             | 8    |
| Männer                              |                            |          |          |               |               |               |               |      |
| César Castro                        | Kunstspringen 3 m          | 398,85   | 14       | 442,45        | 6             | 436,00        | 9             | 9    |
| Hugo Parisi                         | Turmspringen 10 m          | 422,45   | 13       | 417,15        | 16            | ausgeschieden | ausgeschieden | 16   |
| Ian Matos Luiz Outerelo             | Kunstspringen Synchron 3 m | –        | –        | –             | –             | 332,61        | 8             | 8    |
| Hugo Parisi Jackson Rondinelli      | Turmspringen Synchron 10 m | –        | –        | –             | –             | 368,52        | 8             | 8    |